# XIII (álbum de Mushroomhead)
XIII es el segundo álbum de la banda de metal alternativo estadounidense Mushroomhead lanzado a través de la discográfica Universal, realizado en el año 2003. El álbum debutó en el puesto N°40 de la lista del Billboard 200 y desde su lanzamiento ha logrado vender 400 000 mil copias mundialmente. Hasta este álbum se contó con el cantante original jason popson, conocido por su nombre de pila Jmann, quien salió por motivos ajenos a la banda, y sugirió a waylon reavis como su reemplazo, (actualmente popson regresó a la banda que cuenta con tres cantantes) También se realizó sencillo con este álbum de la canción "Sun Doesn't Rise." Este también apareció en el álbum de Headbangers y en la banda sonora de la película de Freddy Vs. Jason.

## Canciones
1. "Kill Tomorrow" – 3:44
2. "Sun Doesn't Rise " – 3:13
3. "Mother Machine Gun" – 4:15
4. "Nowhere to Go" – 3:41
5. "Becoming Cold" (216) – 4:25
6. "One More Day" – 3:36 (cantante Devon Gorman)
7. "The Dream is Over" – 3:14 (figura Jens Kidman como vocalista invitado)
8. "The War Inside" – 2:58
9. "Almost Gone" – 4:00
10. "Eternal" – 3:12
11. "Our Own Way" – 3:40 (Devon Gorman como vocalista)
12. "Destroy the World Around Me" – 8:20
13. "Thirteen" - 5:24
14. "Crazy" – 4:07 (Seal cover)
15. "Treason" - 2:34 (Versión UK)
16. "Loop #6" - 3:34 (Versión UK)

## Posicionamiento
| Año  | Listas        | Posición |
| ---- | ------------- | -------- |
| 2003 | Billboard 200 | #40      |

## Créditos
- J Mann - Vocales
- Jeffrey Nothing - Vocales
- Pig Benis - Bajo
- Bronson - Guitarras
- Gravy - Guitarras
- Shmotz - Piano.
- St1tch - Samples y Dj
- Skinny - Batería, Editor Digitalg, Productor.
- Mushroomhead - Productor
- Bill Korecky - Ingeniero
- Brian Gardner - sub - Productor
- Corey Roberts - Arte del Álbum
- Devon Gorman - vocales en "One More Day" y "Our Own Way"
- Jens Kidman - invitado en vocales en la canción "The Dream is Over"
- Jocke Skog - Ingeniero
- Johnny K - Ingeniero, Productor
- Mark Adelman - Mánager
- Matt Wallace - Mezclador, Productor
- Mike Landolt - Ingeniero
- Mike Roberts - Producción Digital
- Pat Lewis - Preproducción
- Stu Sobol - Mánager
- Tadpole - Ingeniero
- Tom MacKay - Arte

- Datos: Q6168741